# Yvonne Hondema
Yvonne Hondema (1972) is een Nederlandse politiefunctionaris. Ze is per 1 februari 2024 politiechef van de Regionale Eenheid Midden-Nederland.

## Carrière
Hondema studeerde van 1989 tot 1993 Economie aan de Hogeschool van Amsterdam en ronde vervolgens in 1996 een master af aan de Vrije Universiteit Amsterdam. Twee jaar later meldde ze zich aan voor de Politieacademie, een studie die ze in 2001 afrondde.
Yvonne Hondema begon haar politiecarrière bij het regiokorps Utrecht. Ze werkte in de eerste jaren op straat onder meer in de wijk Overvecht. Ze bekleedde vervolgens uiteenlopende rollen binnen dit korps. In de laatste jaren voor haar vertrek bij de politie in 2017 was ze sectorhoofd van de Dienst Regionale Operationele Samenwerking.
Ze verliet de Nationale Politie in 2017 om hoofd van de divisie Bewaken en Beveiligen te worden bij de Nationaal Coördinator Terrorismebestrijding en Veiligheid. In 2020 keerde ze terug naar de politie en werkte onder meer als hoofd Operatiën en plaatsvervangend politiechef in de Eenheid Rotterdam. 

Eind december 2023 maakte de politie bekend dat Hondema politiechef van de Regionale Eenheid Midden-Nederland werd. Ze volgde Martin Sitalsing op.